# 卡马匡
卡马匡是巴西南大河州的一个市镇。总面积1679.556平方公里，总人口60492人，人口密度36人/平方公里。